# Dendropsophus melanargyreus
Dendropsophus melanargyreus é uma espécie de anfíbio da família Hylidae. Pode ser encontrada na Bolívia,  Paraguai, Brasil, Suriname e Guiana Francesa.